# Cầu Văn Lang
Cầu Văn Lang (còn được gọi là cầu Việt Trì – Ba Vì) là một cây cầu bắc qua sông Hồng, nối liền hai tỉnh thành Hà Nội và Phú Thọ.

## Vị trí
Cầu nằm ở phía tây bắc thành phố Hà Nội, kết nối Quốc lộ 32 và Quốc lộ 32C. Đầu cầu phía nam thuộc xã Phú Cường, huyện Ba Vì (Hà Nội), còn đầu cầu phía bắc thuộc phường Thọ Sơn, thành phố Việt Trì, tỉnh Phú Thọ.

## Thiết kế
Cầu có kết cấu bê tông cốt thép và bê tông cốt thép dự ứng lực. Chiều dài cầu là 1.557 m, chiều rộng là 12 m với hai làn xe cơ giới và hai làn xe hỗn hợp.

## Thi công
Dự án có tổng mức đầu tư hơn 1.460 tỷ đồng, do Công ty Cổ phần Tập đoàn Phú Mỹ đầu tư theo hình thức BOT. Công trình được khởi công vào ngày 1 tháng 8 năm 2016 và thông xe vào ngày 10 tháng 10 năm 2018.